# Yunnanosaurus
Yunnanosaurus („ještěr z provincie Jün-nan“) byl rod sauropodomorfního dinosaura, žijícího v období rané jury (geologický věk pliensbach, asi před 191 až 183 miliony let) na území dnešní jižní Číny (geologické souvrství Lu-feng). Původně se předpokládalo, že tento dinosaurus žil až v pozdějším období střední jury, nový výzkum sedimentologie v oblasti nálezu ale ukázal, že žil možná o několik desítek milionů let dříve (geologické souvrství Feng-ťia-che).

## Popis

Yunnanosaurus - velikostní porovnání s člověkem.

Dosud byly popsány dva platné druhy tohoto rodu, typový Y. huangi C. C. Youngem v roce 1942 a pak Y. youngi v roce 2007. Tito čtyřnozí býložravci dosahovali délky 5 až 7 metrů a hmotnosti kolem 230 kilogramů. Podle jiných odhadů dosahoval tento sauropodomorf výšky hřbetu asi 1,7 metru, délky až 7 metrů a hmotnosti kolem 1 tuny.
Bylo již objeveno přes dvacet neúplně zachovaných koster tohoto dinosaura. Blízce příbuznými rody byly rovněž čínské taxony Lishulong, Qianlong, dále Lufengosaurus a Xingxiulong, pravděpodobně pak i pochybný taxon Pachysuchus. Predátorem těchto sauropodomorfů byl například středně velký teropod Sinosaurus triassicus.